# Shahira El-Alfy
Shahira Abdulhakim El-Alfy (arabisch شهيرة الألفي, DMG Šahīra al-Alfī; * 22. Februar 1977) ist eine ehemalige ägyptische Tischtennisspielerin.
Bei den Afrikaspielen 1991 holte sie im Doppel mit Sherin El-Alfy Bronze. 
Shahira El-Alfy nahm am Einzelwettbewerb der Olympischen Spiele 2000 in Sydney teil. Hier gelang ihr kein Sieg. In den Gruppenspielen verlor sie gegen Viktoria Pavlovich (Belarus) und Åsa Svensson (Schweden), wodurch sie auf Platz 49 landete.